# Juan Habichuela
Juan Carmona Carmona, de nombre artístico Juan Habichuela (Granada, España, 12 de agosto de 1933 - Madrid, 30 de junio de 2016), fue un guitarrista gitano español de flamenco .

## Biografía
Perteneció a una destacada dinastía flamenca iniciada por su abuelo, conocido como "Habichuela el Viejo" (de quien tomó el apodo), y continuada por su padre, José Carmona, y sus tres hermanos, José Antonio Carmona "Pepe Habichuela" (1944), Carlos y Luis, todos guitarristas flamencos.
Fue padre de Juan José Carmona Amaya "El Camborio" (1960) y Antonio Carmona Amaya (1965), quienes junto a José Miguel Carmona Niño "Josemi" (hijo de su hermano Pepe Habichuela) integraron el exitoso grupo musical de flamenco-fusión Ketama. Su nieto Juan Torres Fajardo "Habichuela Nieto" (1988) fue premio Bordón de Oro en el Festival del Cante de las Minas de La Unión en 2011.
Sus inicios artísticos fueron como bailarín; más tarde se inició en la guitarra de la mano de su padre y el guitarrista granadino conocido como Ovejilla. Muy joven se trasladó a Madrid, donde actuó en diferentes tablaos flamencos acompañando a Gracia del Sacromonte y Mario Maya. Posteriormente se unió a diferentes compañías flamencas, en las que acompañó a algunos de los más famosos cantaores del momento, como Manolo Caracol, Juan Valderrama, Fosforito, José Menese, Rafael Farina y Enrique Morente.
Desde el 6 de junio de 2017, da nombre a un parque situado en el barrio de Campamento, en el distrito de Latina, de Madrid.

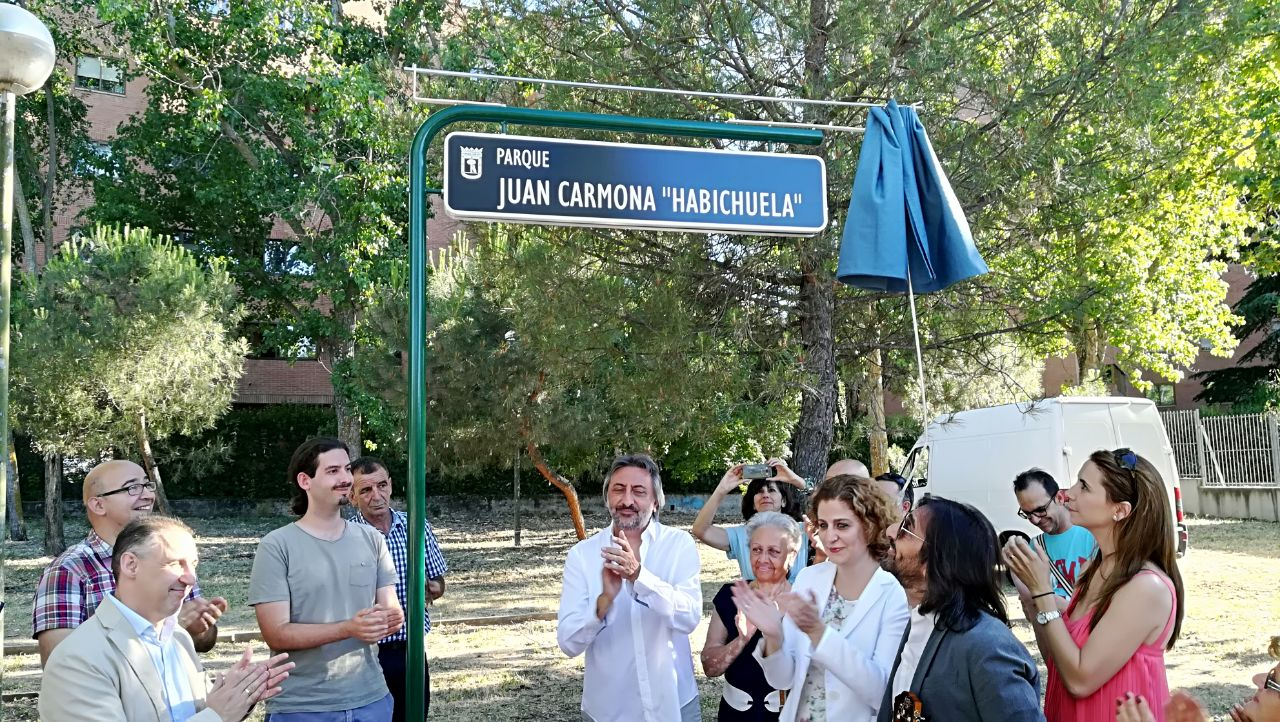
Juan Carmona (hijo) (en el centro) y su hermano Antonio Carmona (en primer plano), en la inauguración del parque dedicado a su padre.

## Discografía
- Habas contadas. Se trata de un disco doble recopilatorio que está compuesto por 25 toques grabados entre 1962 y 2007. Entre los cantaores a los que acompañó se encuentran Manolo Caracol, José Meneses, Curro Lucena, Chano Lobato, Rancapino y José Mercé.